# Sânpetru de Câmpie
Sânpetru de Câmpie é uma comuna romena localizada no distrito de Mureș, na região histórica da Transilvânia. A comuna possui uma área de 63.84 km² e sua população era de 3068 habitantes segundo o censo de 2007.